# Euconchoecia bifurcata
Euconchoecia bifurcata is een mosselkreeftjessoort uit de familie van de Halocyprididae. De wetenschappelijke naam van de soort is voor het eerst geldig gepubliceerd in 1984 door Chen & Lin.